# Poa vrangelica
Poa vrangelica är en gräsart som beskrevs av Nikolai Nikolaievich Tzvelev. Poa vrangelica ingår i släktet gröen, och familjen gräs. Inga underarter finns listade i Catalogue of Life.